# Arrondissement Marche-en-Famenne
Het arrondissement Marche-en-Famenne is een van de vijf arrondissementen van de Belgische provincie Luxemburg. Het arrondissement heeft een oppervlakte van 958,07 km² en telde 57.633 inwoners op 1 januari 2025.
Het arrondissement is zowel een bestuurlijk als een gerechtelijk arrondissement. Tot het gerechtelijke arrondissement behoren ook de gemeenten Gouvy, Houffalize en Vielsalm uit het arrondissement Bastenaken.

## Geschiedenis
Het arrondissement Marche-en-Famenne ontstond in 1800 als derde arrondissement in het departement Samber en Maas. Het bestond oorspronkelijk uit de kantons Durbuy, Erezée, Havelange, La Roche-en-Ardenne, Marche-en-Famenne en Rochefort.
In 1814 werden de kantons Nassogne en Saint-Hubert aangehecht van het opgeheven arrondissement Saint-Hubert en het volledige arrondissement werd door de nieuwe Nederlandse provincie Namen afgestaan aan de provincie Luik. In 1818 werd het arrondissement terug afgestaan door deze laatste provincie en werd het arrondissement verdeeld onder de provincies Luxemburg (het grootste deel) en Namen (de kantons Havelange en Rochefort werden afgestaan aan het arrondissement Dinant).
In 1823 werden een aantal gemeenten afgestaan aan het nieuw gevormde arrondissement Bastenaken.
In 1977 werden de toenmalige opgeheven gemeenten Fronville en Ambly aangehecht van het arrondissement Dinant. Verder werden er tussen deze arrondissementen nog enkele gebiedsdelen uitgewisseld. De gemeente My werd afgestaan aan het arrondissement Hoei en er werden ook nog gebiedsdelen van de arrondissementen Verviers en Bastenaken aangehecht.

## Gemeenten en deelgemeenten
| Gemeenten: | | |
| - Durbuy (stad) - Érezée - Hotton | - La Roche-en-Ardenne (stad) - Manhay - Marche-en-Famenne (stad) | - Nassogne - Rendeux - Tenneville |
| Deelgemeenten: | | |
| - Ambly - Amonines - Aye - Bande - Barvaux - Beausaint - Beffe - Bende - Bomal - Borlon - Champlon - Dochamps - Durbuy - Érezée - Erneuville - Forrières - Fronville - Grandhan | - Grandmenil - Grune - Halleux - Hampteau - Hargimont - Harre - Harsin - Heyd - Hives - Hodister - Hotton - Humain - Izier - La Roche-en-Ardenne - Lesterny - Malempré - Marche-en-Famenne - Marcourt | - Marenne - Masbourg - Mormont - Nassogne - Odeigne - On - Ortho - Rendeux - Roy - Samrée - Septon - Soy - Tenneville - Tohogne - Vaux-Chavanne - Villers-Sainte-Gertrude - Waha - Wéris |

## Demografische evolutie
- Bron:NIS - Opm:1806 t/m 1980=volkstellingen; vanaf 1990= inwoneraantal per 1 januari

| Inwoners van jaar tot jaar op 1 januari 1992 tot heden | Inwoners van jaar tot jaar op 1 januari 1992 tot heden | Inwoners van jaar tot jaar op 1 januari 1992 tot heden |
| Jaar                                                   | Aantal                                                 | Evolutie: 1992=index 100                               |
| ------------------------------------------------------ | ------------------------------------------------------ | ------------------------------------------------------ |
| 1992                                                   | 46.778                                                 | 100,0                                                  |
| 1993                                                   | 47.204                                                 | 100,9                                                  |
| 1994                                                   | 47.531                                                 | 101,6                                                  |
| 1995                                                   | 48.114                                                 | 102,9                                                  |
| 1996                                                   | 48.573                                                 | 103,8                                                  |
| 1997                                                   | 49.002                                                 | 104,8                                                  |
| 1998                                                   | 49.403                                                 | 105,6                                                  |
| 1999                                                   | 49.871                                                 | 106,6                                                  |
| 2000                                                   | 50.359                                                 | 107,7                                                  |
| 2001                                                   | 50.911                                                 | 108,8                                                  |
| 2002                                                   | 51.101                                                 | 109,2                                                  |
| 2003                                                   | 51.486                                                 | 110,1                                                  |
| 2004                                                   | 51.998                                                 | 111,2                                                  |
| 2005                                                   | 52.108                                                 | 111,4                                                  |
| 2006                                                   | 52.806                                                 | 112,9                                                  |
| 2007                                                   | 53.123                                                 | 113,6                                                  |
| 2008                                                   | 53.598                                                 | 114,6                                                  |
| 2009                                                   | 54.003                                                 | 115,4                                                  |
| 2010                                                   | 54.214                                                 | 115,9                                                  |
| 2011                                                   | 54.797                                                 | 117,1                                                  |
| 2012                                                   | 55.228                                                 | 118,1                                                  |
| 2013                                                   | 55.369                                                 | 118,4                                                  |
| 2014                                                   | 55.532                                                 | 118,7                                                  |
| 2015                                                   | 55.857                                                 | 119,4                                                  |
| 2016                                                   | 55.934                                                 | 119,6                                                  |
| 2017                                                   | 55.952                                                 | 119,6                                                  |
| 2018                                                   | 56.143                                                 | 120,0                                                  |
| 2019                                                   | 56.476                                                 | 120,7                                                  |
| 2020                                                   | 56.711                                                 | 121,4                                                  |
| 2021                                                   | 57.084                                                 | 122,0                                                  |
| 2022                                                   | 57.338                                                 | 122,6                                                  |
| 2023                                                   | 57.580                                                 | 123,1                                                  |
| 2024                                                   | 57.667                                                 | 123,3                                                  |
| 2025                                                   | 57.633                                                 | 123,2                                                  |

Aalst · Aarlen · Aat · Antwerpen · Bastenaken · Bergen · Borgworm · Brugge · Brussel-Hoofdstad · Charleroi · Dendermonde · Diksmuide · Dinant · Doornik-Moeskroen · Eeklo · Gent · Halle-Vilvoorde · Hasselt · Hoei · Ieper · Kortrijk · La Louvière · Leuven · Luik · Maaseik · Marche-en-Famenne · Mechelen · Namen · Neufchâteau · Nijvel · Oostende · Oudenaarde · Philippeville · Roeselare · Sint-Niklaas · Thuin · Tielt · Tongeren · Turnhout · Verviers · Veurne · Virton · Zinnik